# Ma Rainey’s Black Bottom: Music from the Netflix Film
Die Musik für den Film Ma Rainey’s Black Bottom, ein auf dem gleichnamigen Theaterstück von August Wilson basierendes Biopic über die Bluessängerin  Ma Rainey von George C. Wolfe, wurde von Branford Marsalis komponiert. Das Soundtrack-Album wurde am 18. Dezember 2020 veröffentlicht.

## Entstehung
Die Musik für den Film Ma Rainey’s Black Bottom, ein Biopic von George C. Wolfe über die Bluessängerin Ma Rainey, wurde von dem Saxofonisten und Grammy-Gewinner Branford Marsalis komponiert. Als Wolfe für die Regie verpflichtet wurde, hatte er nach eigenen Aussagen sofort an eine Zusammenarbeit mit Marsalis gedacht: „Wenn Sie mit Branford, dem Komponisten / Arrangeur, zusammenarbeiten, taucht auch Branford, der Historiker, Musikwissenschaftler, Dramatiker und Autor auf.“ Branford verstehe die inhärent transgressive Natur des Blues, weshalb seine Arrangements nicht nur die kulturelle und regionale DNA in Ma Raineys Liedern erfassten, sondern auch den Witz und die Wut, die in jeder Note, jedem Schrei und jedem Stöhnen enthalten sind, so Wolfe.
Oscar-Preisträgerin Viola Davis, die im Film in der Titelrolle Ma Rainey spielt, singt in diesem außer bei Those Dogs of Mine nicht selbst. Die anderen Rainey-Songs wurden von der US-amerikanischen Soul-Sängerin und Songwriterin Maxayn Lewis unter ihrem Geburtsnamen Paulette Parker beigesteuert. Sie hatte ihre Karriere in den 1960er Jahren als Mitglied der Ikettes in der Ike & Tina Turner Revue begonnen.

## Veröffentlichung und Auskopplungen
Das Soundtrack-Album mit insgesamt 24 Musikstücken wurde am 18. Dezember 2020 von Milan Records veröffentlicht. Ebenfalls am 18. Dezember 2020 wurde der Film in das Programm von Netflix aufgenommen. Vorab wurde im November 2020 das Stück El Train veröffentlicht.

## Die Songs von Ma Rainey

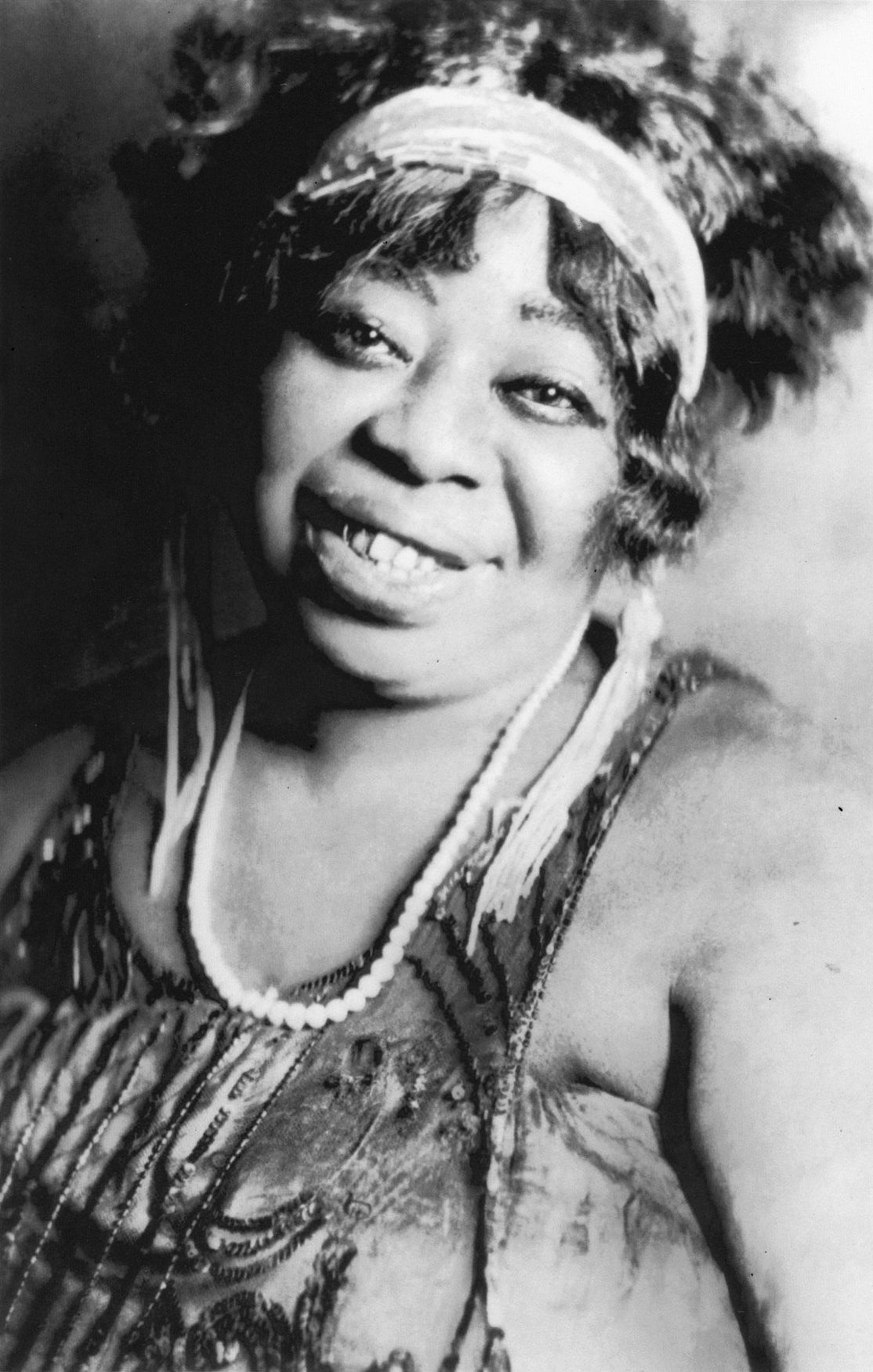
Einige bereits zuvor existierenden Stücke auf dem Album wurden in den 1920er Jahren von Ma Rainey gesungen

Unter den 24 Musikstücken finden sich auch einige Songs aus dem Repertoire von Ma Rainey, die sie mit der Georgia Band aufnahm, wie Those Dogs of Mine (auch bekannt als Famous Cornfield Blues) oder der für Stück und Film titelgebende Song Ma Rainey’s Black Bottom.
Der Titel von Ma Rainey’s Black Bottom bezieht sich auf den Black Bottom, den „schwarzen Hintern“. Dieser US-amerikanische Gesellschaftstanz der 1920er Jahre entwickelte sich aus dem Charleston und erfreute sich insbesondere in der afroamerikanischen Bevölkerung der USA großer Beliebtheit.
Die Bluessängerin Ma Rainey hatte in ihrer Karriere rund 100 Songs aufgenommen, bei denen sie von vielen namhaften Jazzmusikern wie Louis Armstrong, Thomas A. Dorsey oder Coleman Hawkins begleitet wurde. Die erste Aufnahme mit Lovie Austin und ihren Blue Serenaders war der Bo-Weevil Blues. Der Pianist Thomas A. Dorsey baute später die Wild Cats Jazz Band auf, mit der sie auf Tournee ging. Nach dem Ausscheiden Dorseys aus der Band nahm sie mit ihrer Georgia Jazz Band auf.

## Titelliste

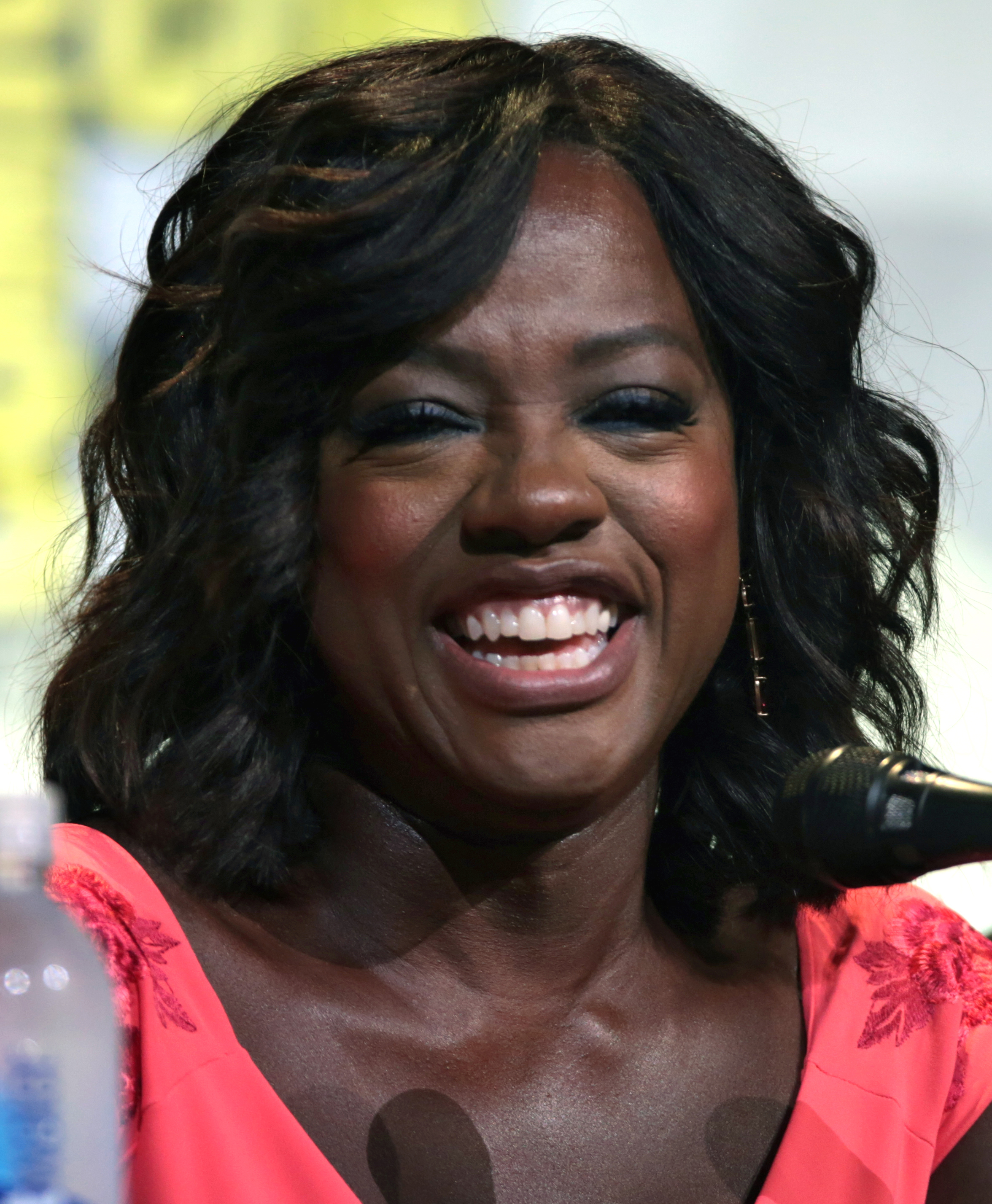
Im Film wird Ma Rainey von Viola Davis gespielt und singt darin Those Dogs of Mine

Die Titelliste des Soundtrack-Albums
1. Deep Moaning Blues – 4:52
2. El Train – 1:12
3. Lazy Mama – 2:34
4. Chicago Sun – 0:46
5. Those Dogs of Mine – 0:45
6. Hear Me Talking to You (Instrumental) – 4:29
7. The Story of Memphis Green – 4:19
8. Jump Song – 3:22
9. Leftovers – 4:08
10. Shoe Shopping – 1:04
11. Deep Henderson – 3:25
12. Reverend Gates – 2:02
13. Ma Rainey’s Black Bottom – 2:14
14. Levee’s Song – 2:39
15. Sweet Lil’ Baby of Mine – 2:12
16. In the Shadow of Joe Oliver – 2:02
17. Hear Me Talking to You – 0:52
18. Levee and Dussie – 4:46
19. Levee Confronts God – 2:13
20. Sandman – 1:38
21. Baby, Let Me Have It All – 2:03
22. Toledo’s Song – 2:17
23. Chicago at Sunset – 1:19
24. Skip, Skat, Doodle-do – 2:05

## Musikerliste
Andrew Baham, Mark Braud, Wendell Brunious, Michael Christie, Scott Frock, John Gray, Gregg Stafford (Kornett), David Harris, Corey Henry, Freddie Lonzo, Delfeayo Marsalis, TJ Norris, Terrance Taplin (Posaune), Kirk Joseph, Kerry Lewis (Tuba), Keve Wilson (Oboe), Stephanie Corwin (Fagott), John Romeri (Flöte), Nuno Antunes, Chris Cullen, Doreen Ketchens (Cello), Amari Ansari, Louis Ford, Scott Johnson, Khari Allen Lee, Branford Marsalis, Roderick Paulin (Saxophon), Aaron Diehl, Sean Mason (p), Don Vappie (Banjo, Gitarre), Jorge Avila, Justin Carr, Sylvia D’Avanzo, Zorica Dimova, Susan Dominguez, Kristina Musser Gitterman, Rachel Jordan, Lisa Matricardi, Max Moston, Louise Owen, Andrea Schultz, Amy Thiaville, Ming Yeh (Geige), Stephanie Cummins, Artie Dibble, Alissa Smith, Hiroko Taguchi (Bratsche), Laura Bontrager, Stephanie Cummins, Kate Spingarn (Cello), Greg August, Eric Revis, Roger Wagner (Bass), Justin Faulkner, Shannon Powell, Herlin Riley (Schlagzeug), Chaz Leary (Waschbrett), Maxayn Lewis, Clint Johnson, Cedric Watson (Gesang), Savion Glover (Stepptanz), Don Flemons (Jug).

## Rezeption
Selwyn Harris gab dem Album in seiner Besprechung bei Jazzwise vier Sterne. Er meinte, dass eigentlich Wynton Marsalis „die natürlichere Wahl“ für die Erarbeitung dieses Soundtracks gewesen sein könnte. Aber Wolfe entschied sich stattdessen für dessen älteren Bruder Branford Marsalis, der sich hier damit beschäftigt habe, eine Seite des Jazz zu erforschen, die ihm vorher relativ unbekannt war. Maxayn Lewis sei als Sängerin „so gut, wie es nur geht, wenn es darum geht, sich Ma Raineys knurrigem, erdigem, erotisch aufgeladenem Gesang zu nähern,“ es gäbe aber nur wenige Gesangsstücke (die Lust auf mehr machten). Die Arrangements der dominierenden Instrumentalstücke würden gleichfalls „prägnant den authentischen Sound der Epoche, wenn auch mit zeitgenössischen Produktionswerten,“ bewahren. Marsalis komponiere elegant und geschmackvoll zurückhaltend für das Filmdrama. Die gespielten Titel deckten „ein großzügiges Spektrum an Idiomen ab, die an die Ära erinnern“; zudem zeige er seine Sensibilität für zeitgenössischere Musik in einigen Nebenstücken. Die „unterhaltsame Soundtrack-Aufnahme“ würde gut auf Ma Rainey einstimmen.
Ulrich Rüdenauer kommt im Jazz Podium zum Urteil, dass es darum ging, „in den Stücken die Stimmung, den Sound, die Vibes der 1920er Jahre zu evozieren. Auf wenn man zuweilen, das Gefühl hat, dass Maralis sich nicht sklavisch an den Klangkosmos des Jazz Age hält, sondern auch mal etwas vorgreift, gelingt es ihm doch, ein vibrierendes, authentisches Setting für den Film zu schaffen.“ Maxayn Lewis gelinge es, die Rolle von Ma Rainey zu übernehmen, „ohne zur Parodie zu werden“. Insgesamt sei das „einer der besseren Filmsoundtracks zu einem der besseren Jazzfilme.“

## Auszeichnungen
Chicago Film Critics Association Awards 2020
- Nominierung für die Beste Filmmusik (Branford Marsalis)[13]

Hollywood Music in Media Awards 2021
- Nominierung für die Beste Filmmusik – Spielfilm (Branford Marsalis)[14]

NAACP Image Awards 2021
- Nominierung als Bestes Soundtrack-Album (Branford Marsalis)[15]